# Lesoto
Lesoto ou Lessoto (oficialmente Reino do Lesoto; em inglês Kingdom of Lesotho) é um pequeno país da África Austral. Um enclave incrustado na África do Sul, montanhoso e sem saída para o mar, o país é o antigo reino da Basutolândia, um dos países etnicamente mais homogêneos da África: 99% de sua população é da etnia soto. O país vive da agricultura e criação de ovelhas na cordilheira do Dracoberga, que domina a maior parte do território e atingem mais de 3 mil metros de altitude. É bastante dependente da África do Sul; o dinheiro enviado por seus cidadãos empregados nas minas e fábricas sul-africanas representa 26% do PIB.

## História
No século XVI os sotos se estabeleciam na região do Transvaal (hoje África do Sul), em decorrência de conflitos com os povos zulus.
No século XIX, os habitantes da Basutolândia travam as Guerras do Estado Livre-Bassoto, contra os bôeres, sofrendo um desgastante cerco militar e uma enorme derrota. As guerras resultaram na aquisição de grandes extensões de terra dos sotos pelos colonos bôeres. O outro resultado imediato da derrota foi que em 1869 o Lesoto passa a ser o protetorado britânico da Basutolândia, e se converte em colônia diretamente ligada ao governo do Cabo em 1871.
Numa tentativa de reforçar o controle sobre o território, os britânicos do Cabo impõem medidas duras contra os sotos, que reagem no que ficou conhecido como a Guerra das Armas de Bassoto, entre 1880 e 1881, em que impõem derrota aos colonizadores, conseguindo negociar um melhor estatuto para a Basutolândia como colônia sob autoridade directa de Londres em 1884. A Guerra das Armas de Basuto representou um raro exemplo de vitória militar de uma nação africana contra uma potência colonial no século XIX. A possibilidade de negociar o estatuto como Território da Coroa garantiu, em última instância, que Basutolândia não fosse incorporada na União Sul-Africana em 1910.
Em 1966 o país se torna independente, sob o nome de "Reino do Lesoto". O rei Moshoeshoe II assumiu a chefia do reino. A partir da década de 1970, o Lesoto dá asilo político a muitos sul-africanos contrários ao regime de segregação racial do país, o apartheid.
O general Justin Lekhanya dá um golpe em 1986, assumindo a chefia do governo e, quatro anos depois, depõe o rei Moshoeshoe II e o substitui por seu filho, o príncipe Letsie. O general é deposto em 1991 e, em 1995, Letsie renuncia, levando Moshoeshoe a reassumir o trono. Com a morte do rei, em 1996, seu filho volta ao poder, agora como Letsie III.
Eleições gerais realizadas em maio de 1998 dão vitória ao partido governista Congresso para a Democracia de Lesoto (LCD), que obtém 78 das 80 cadeiras da Assembleia Nacional, e elege seu líder Bethuel Pakalitha Mosisili para primeiro-ministro. A oposição alega fraude e protesta. A escalada de manifestações, nos meses seguintes, leva, em setembro, à intervenção militar da África do Sul, que envia 600 soldados ao país, e de Botsuana, que participa com 300 soldados. A ação militar, requisitada por Mosisili sem conhecimento do rei Letsie III — que é impedido pelo primeiro-ministro de falar à população —, deixa aproximadamente 110 mortos e prejuízo de US$ 10 milhões.

## Geografia

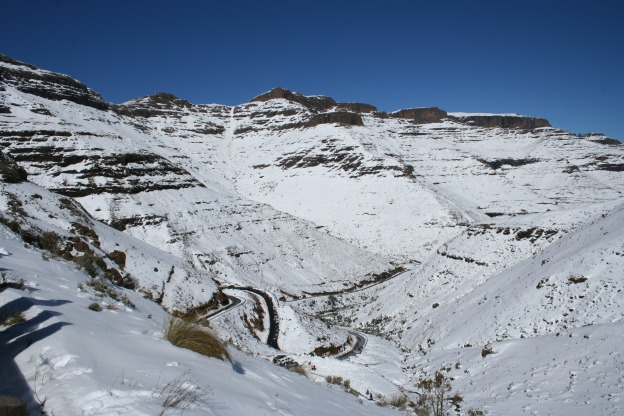
Neve na localidade de Moteng Pass, no distrito de Mokhotlong.

O Lesoto tem cerca de 30 355 km² e caracteriza-se, geograficamente, pela sua meseta montanhosa, com os cumes formados por lava basáltica. A meseta é cortada por diversos vales e rios. Lesoto possui cerca de 80% do seu território acima dos 1 800 m de altitude, sendo o único país do mundo a ter toda a sua área acima da altitude de 1 000 m. O ponto mais baixo do país possui exatos 1 400 m de altitude e está localizado na confluência entre o rio Makhaleng e o rio Orange, próximo à vila de Mahuleng, no distrito de Mohale's Hoek. Dessa forma, o Lesoto é o país que possui a maior altitude mínima do mundo, que é superior à altitude máxima (ponto culminante) de 56 países (ver lista de países por ponto mais alto).
Tem um clima temperado, com invernos frescos e secos e verões quentes e úmidos, nas partes mais baixas, e clima frio e com neve nas partes mais elevadas, com precipitações mais elevadas nestas áreas. O seu ponto mais elevado é o monte Thabana-Ntlenyana, com cerca de 3 482 m. O limite a leste é a cordilheira Dracoberga, fazendo fronteira com a província sul-africana de Cuazulo-Natal. Apenas uma faixa da fronteira noroeste tem suaves colinas, com uma pequena área de planícies.
Rios principais
Os rios principais são o Orange e o Caledom, nascendo em um planalto entre 2 750 e 3 350 metros de altura; e o Makhaleng, um importante afluente para o Orange.

## Demografia
De acordo com o censo de 2016, o Lesoto tem uma população total de 2 007 201. Da população, 34,17% viviam em áreas urbanas e 65,83% em áreas rurais. A capital do país, Maseru, corresponde por cerca de metade da população urbana total. A distribuição por sexo é de 982 133 homens e 1 025 068 mulheres.
Relatório da ONU de 2004 apontou que 18% da população do país era portadora do vírus HIV e em 2005, outra informação alarmante: mais de 25% das mulheres grávidas possuíam o vírus da doença. Esta situação assustadora levou o governo a oferecer testes gratuitos de AIDS para toda a população.

### Religião
Cerca de 90% da população do Lesoto é cristã. Os protestantes representam 45% da população do país, sendo 26% evangélicos e outros grupos protestantes, como os anglicanos, e 19% de outros ramos do protestantismo. Os católicos representam 45% da população religiosa, formando o maior grupo cristão do Estado. Outras religiões, tais como o muçulmanos, hindus, budistas, bahá'ís e membros de religiões tradicionais africanas compreendem os restantes 10% da população.

## Política
O Lesoto é um país governado por uma Monarquia constitucional, com dois órgãos legislativos: o Senado e a Assembleia Nacional. No entanto, o rei não tem poderes executivos, nem legislativos.
País marcado por violentos confrontos em 1998, no seguimento de eleições controversas, em 2002 foram de novo realizadas eleições parlamentares, mas de forma pacífica.

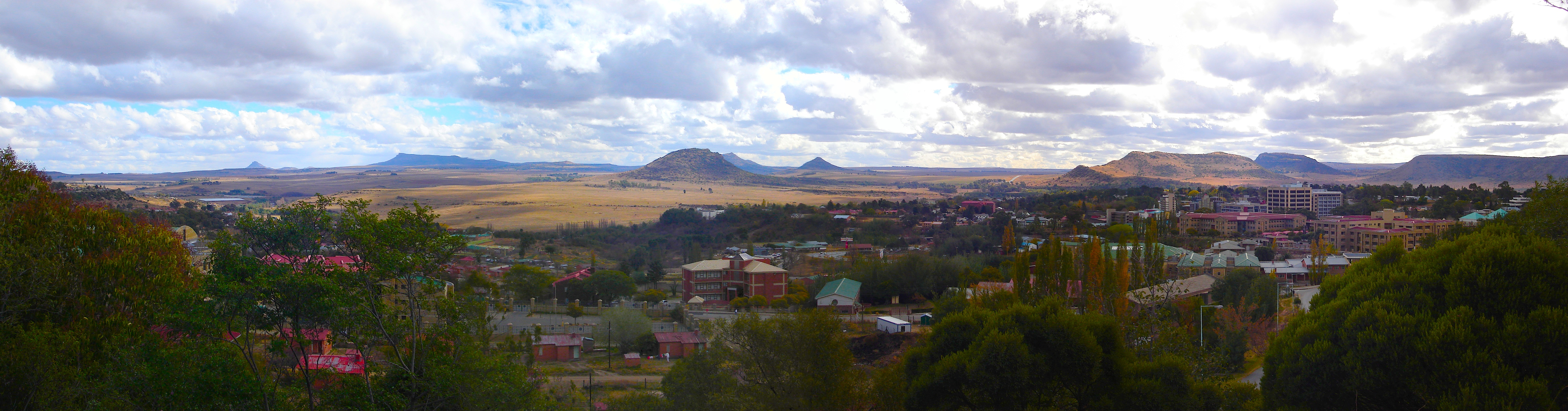
Vista panorâmica de Maseru, capital do país.

### Relações exteriores
A sua localização geográfica faz o país ter maiores laços econômicos e políticos com a África do Sul. Lesoto faz parte de várias organizações regionais como a Comunidade de Desenvolvimento da África Austral (CDAA), da União Aduaneira da África Austral (UAAA) e a União Africana (UA).
Lesoto também é membro ativo da Organização das Nações Unidas (ONU) e da Commonwealth (países com laços britânicos) tendo também relações internacionais significativas com os Estados Unidos, Reino Unido, Alemanha e China. Na esfera internacional, Lesoto reconhece o Estado da Palestina.

## Subdivisões
O reino do Lesoto se encontra dividido em 10 distritos:

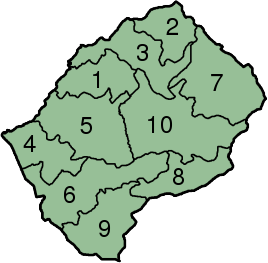
Distritos do Lesoto.

| Distrito        | Capital       | Área (km²) | População (censo 2006) |
| --------------- | ------------- | ---------- | ---------------------- |
| 1 Berea         | Teyateyaneng  | 2 222      | 250 006                |
| 2 Butha-Buthe   | Butha-Buthe   | 1 767      | 110 320                |
| 3 Leribe        | Hlotse        | 2 828      | 293 369                |
| 4 Mafeteng      | Mafeteng      | 2 119      | 192 621                |
| 5 Maseru        | Maseru        | 4 279      | 431 998                |
| 6 Mohale's Hoek | Mahale's Hoek | 3 530      | 176 928                |
| 7 Mokhotlong    | Mokholong     | 4 075      | 97 713                 |
| 8 Qacha's Nek   | Qacha's Nek   | 2 349      | 69 749                 |
| 9 Quthing       | Quthing       | 2 916      | 124 048                |
| 10 Thaba-Tseka  | Thaba-Tseka   | 4 270      | 129 881                |

## Economia
A sua economia tem por base a agricultura, em particular a de subsistência, como culturas de milho, sorgo, trigo e feijão. Nas zonas mais altas é criado gado caprino e ovino, extraindo-se lã e mohair, como sub produtos. Tem como principal recurso natural a água, que em boa parte é exportada para a África do Sul.
O Lesoto depende da África do Sul para grande parte de sua atividade econômica; O Lesoto importa 85% dos bens que consome da África do Sul, incluindo a maioria dos insumos agrícolas. As famílias dependem muito das remessas de membros da família que trabalham na África do Sul em minas, fazendas e como empregadas domésticas, embora o emprego na mineração tenha diminuído substancialmente desde os anos 90. O Lesoto é membro da União Aduaneira da África Austral (SACU) e as receitas da SACU representaram aproximadamente 26% do PIB total em 2016. O Lesoto também ganha royalties do governo sul-africano pela água transferida para a África do Sul a partir de um sistema de barragens e reservatórios no Lesoto.

## Infraestrutura

### Educação
Segundo estimativas de 2014, 85% das mulheres e 68% dos homens com mais de 15 anos eram alfabetizados. Em 2018, este número passou a cerca de 79,4% da população total, sendo que 88,3% das mulheres e 70,1% dos homens detinham alfabetização. Como tal, o Lesoto detém uma das taxas de alfabetização mais altas da África, em parte porque Lesoto investe mais de 12% do seu PIB em educação. Ao contrário da maioria de outros países africanos, no Lesoto, a alfabetização feminina (84,93%) excede a alfabetização masculina (67,75%) em 17,18%. De acordo com um estudo realizado pelo Consórcio da África Austral e Oriental para Monitoramento da Qualidade Educacional, cerca de 37% dos alunos da sexta série no Lesoto (idade média de 14 anos) estão no nível quatro ou acima, no quesito leitura, sendo que um aluno neste nível de alfabetização vincula e interpreta as informações de um texto com mais facilidade. Embora a educação não seja obrigatória, o Governo do Lesoto está implementando gradativamente um programa de educação primária gratuito.
O ensino superior no país é ofertado especialmente pela Universidade Nacional do Lesoto, a principal e mais antiga instituição acadêmica do país, tendo sido fundada em 1945.
A expectativa de vida escolar, do ensino primário ao ensino superior, era de 12 anos de estudos em 2018. Os homens estudam, em média, 12 anos de suas vidas, enquanto a média feminina de estudo é de 13 anos. Em 2019, a despesa total com educação, pelo país, foi de 7% de seu Produto Interno Bruto (PIB), sendo a 14ª maior taxa de investimento no setor educacional entre os países do mundo.

## Cultura
Entre os instrumentos musicais tradicionais, estão o lekolulo, uma espécie de flauta usada por meninos de pastoreio; o Setolo-Tolo, tocado por homens usando a boca; e o Thomo, com cordas musicais. O hino nacional do Lesoto é "Lesotho Fatše La Bo-ntata Rona", que, literalmente, se traduz em "Lesoto, terra de nossos pais".
O estilo tradicional de habitação em Lesoto é chamado de mokhoro. Muitas casas mais antigas, especialmente em pequenas cidades e aldeias, são deste tipo, com paredes geralmente construídas a partir de grandes pedras coladas. Tijolos de barro e blocos de concreto especialmente também são usados, com telhados de colmo, embora muitas vezes sejam substituídos por telhas onduladas.
O traje tradicional gira em torno da manta soto, uma espessa cobertura feita principalmente de lã. Os cobertores são onipresentes em todo o país durante todas as estações, e usado de forma diferente para homens e mulheres.
O Festival Morija Arts & Cultural é um festival de artes e música de origem Sesoto. Ele é realizado anualmente na cidade histórica de Morija, onde os primeiros missionários chegaram em 1833.